# Núrí Málikí
Núrí Kamil Mohammed Hasan al-Málikí (arabsky نوري كامل محمّد حسن المالكي‎, * 20. června 1950) je bývalým premiérem Iráku a předseda šíitské Islámské strany Dawa, která uspěla ve volbách v roce 2006. Málikí byl premiérem od května téhož roku do září 2014.

## Životní dráha

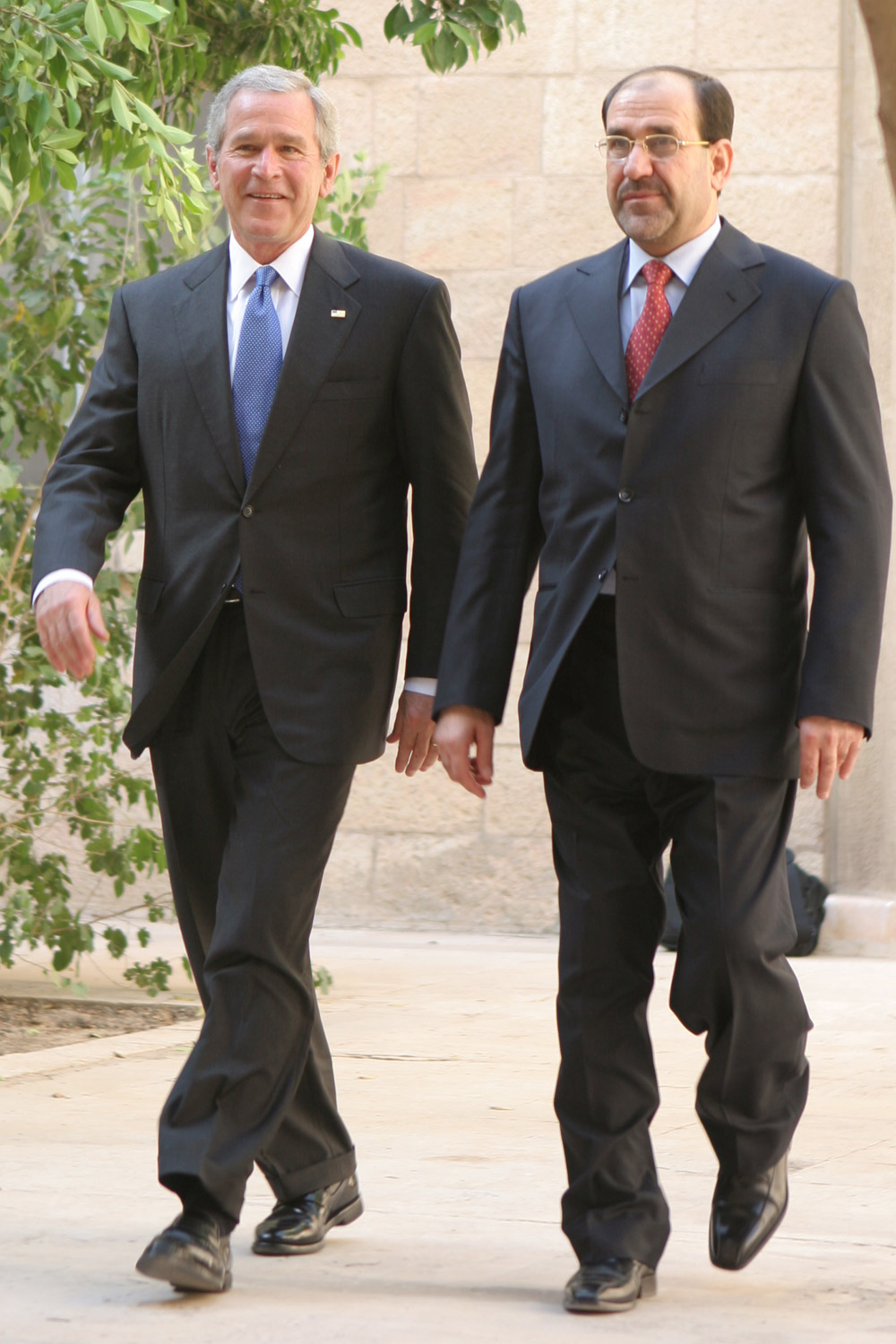
Setkání Núrího al-Málikího s Georgem W. Bushem.

Málikí se narodil v obci Babil nedaleko od Bagdádu. Vystudoval dvě irácké univerzity. Za vlády Saddáma Husajna působil jako disident. V 70. letech byl odsouzen k trestu smrti, podařilo se mu ale uniknout do exilu, kde strávil 23 let. Odešel nejprve přes Jordánsko do Sýrie, po třech letech se přestěhoval do Teheránu, kde žil do roku 1990. Poté se vrátil do Damašku, kde zůstal až do doby americké invaze do Iráku v roce 2003. V roce 2006 jeho strana vyhrála volby a Málikí se stal premiérem. Po volbách v roce 2010 vznikla nová koaliční vláda v čele s Málikím, kterou po dlouhých vyjednáváních irácký parlament koncem téhož roku schválil.